# Edith Konradt
Edith Ingeborg Konradt (n. 14 mai 1955, Sighișoara) este o scriitoare și traducătoare de limba germană originară din România.
Între 1976-1977 a fost redactor la revista Echinox. 
Absolventă a liceului Josef Haltrich din orașul natal, a început să studieze germanistica și anglistica în 1977 la Universitatea din Cluj.
În același an a emigrat în Republica Federală Germania, unde  și-a continuat studiile la Würzburg și München. A absolvit în 1982, iar în 1987 și-a luat doctoratul cu o disertație despre Adolf Meschendörfer.
Între 1991 și 1995 a fost editoare, administratoare și redactoare la publicația Halbasien pentru literatură și cultură în Europa de sud-est.
Edith Konradt face parte și din redacția revistei MATRIX – Revistă pentru Literatură și Artă, editată de editura POP din Ludwigsburg. 
În prezent este redactoare, critic literar și traducătoare liber profesionistă în Geretsried, lângă München. Publică în revista Siebenbürgische Zeitung din München și în Zeitschrift für Siebenbürgische Landeskunde, revistă publicată de Institutul Transilvănean al Universității din Heidelberg (Siebenbürgen-Institut an der Universität Heidelberg).

## Scrieri proprii
- Grenzen einer Inselliteratur: Kunst und Heimat im Werk Adolf Meschendörfers (1877-1963), Editura P. Lang, Frankfurt am Main, 1987, ISBN 3820412158
- Oskar Pastior - Deutsche Autoren aus dem östlichen Europa, editat de Fundația Gerhart-Hauptmann-Haus, Düsseldorf, 1993

## Traduceri
- Aura Christi, Elegien aus der Kälte (titlu original: Elegii nordice), traducere în germană la editura Pop din Germania, 2008[7],[8]
- Lucian Dan Teodorovici Dann ist mir die Hand ausgerutscht (titlu original: Atunci i-am ars două palme), traducere în germană la editura Pop din Germania, 2009, ISBN 978-3-937139-80-7[7]
- Rodica Draghincescu,  Phänomenologie des geflügelten Geschlechts / Fenomenologia sexului înaripat volum bilingv de versuri tradus în germană de Edith Konradt (24 poezii), Dieter Schlesak (2 poezii) și Hellmut Seiler (2 poezii), Edition Solitude Stuttgart, ISBN 3-929085-68-2..[9],[10]
- Traian Pop, Schöne Aussichten, traducere Edith Konradt și Horst Fassel, Verlag im Wald,  2005; ISBN 3929208784 , ISBN 978-3929208788
- Papi Emilian Roșculescu, Manchmal später, Editura POP, Ludwigsburg.